# 腎血管性高血壓
腎血管性高血壓(Renovascular hypertension、"腎性高血壓"(renal hypertension))是一種綜合徵、由腎臟荷爾蒙反應將動脈供應腎臟(Renal artery)變窄(肾动脉狭窄)所引起的高血壓。當功能正常時，此荷爾蒙軸調節血壓。由於低局部血流，腎誤導增加了整個循環系統的血壓。這是繼發性高血壓(secondary hypertension)的一種形式−高血壓的一種形式、其原因是可識別的。

## 病因
供應腎臟的動脈變窄導致其由"近腎小球裝置"檢測到"低灌注壓"(通過腎小球旁細胞，而其充當壓力感受器；位於所述"入球小動脈壁")。如此導致分泌腎素引起"血管紧张素原"轉化為"血管緊張素I"。"血管緊張素I"然後進行到肺、在那裡通過血管緊張素II轉化酶(ACE)轉化為血管緊張素II。"血管緊張素II"引起的血管收縮及醛固酮釋放導致水與鈉瀦留及鉀耗竭。增加的血液量及血管收縮有助於血壓上升從而導致高血壓。

## 診斷及描述
技術已經發展到診斷腎性高血壓使用X線攝影術(Radiography)的數字圖像處理(Digital image processing)。

## 治療
腎臟低灌注激活腎素-血管緊張素-醛固酮(RAAs)軸；ACE抑製劑及血管紧张素II受体拮抗剂類被禁止，因為它們可能會損害腎功能特別是如果如果是雙側都是狹窄。

## 外部連結
- PSU （页面存档备份，存于）